# Belemana
Belemana is een bestuurslaag in het regentschap Alor van de provincie Oost-Nusa Tenggara, Indonesië. Belemana telt 373 inwoners (volkstelling 2010).